# ショートDEアニメ魂
ショートDEアニメ魂（ショートデアニメだましい）は、かつて放送していた日本のアニメ作品である。

## 概要
ウェッジホールディングスやデジタルハリウッドなどによる短編アニメ作品を、週5本（第12回のみ7本）まとめて放送していた。全13回。
なお、番組の主な流れは以下の通り。アニメ魂専用のオープニング アイキャッチはない。
オープニング
- 1本目 - マッグガーデン作品を放送。
- 2本目 - 第4回まではファンワークス作品を放送し、第5回からはPIX作品を放送。
- 3本目 - 第12回までは動画革命東京作品を放送し、最終回はホップステップアヤウェブ作品を放送。
- 4本目 - 第11回まではデジタルハリウッド作品を放送し、第12回はホップステップアヤウェブ作品を放送。最終回は京都精華大学作品を放送。
- 5本目 - 第11回までと最終回はウェッジホールディングス作品を放送し、第12回はデジタルハリウッド作品を放送。
- 6本目 - 第12回のみ京都精華大学作品を放送。
- 7本目 - 第12回のみウェッジホールディングス作品を放送。

ナビゲーターは、「大根刑事」に出演しているさんま刑事とパプリカ刑事。

## 放送作品
※放映順に掲載。一部作品はハイビジョン（ワイドスクィーズ）サイズでの放送。

### 1本目
マッグガーデン製作作品
「猫ラーメン」
- コミックブレイドMASAMUNE連載の4コマ漫画をアニメ化。詳しくは同項目を参照。
  - 声の出演
    - 大将:中川里江
    - 田中さん：山田敦史

  - スタッフ
    - アニメーションプロデュース：シンク

### 2本目
ファンワークス製作作品 ※第1〜4回
「花山院ですが何か?」
webアニメとして配信されているものをテレビ放送。
- 監督：月見堂

サブタイトル
1. ぬるぽっ!
2. ハッケソ!
3. ショボンヌ!
4. キタコレ!

- 規制に引っかかる部分があり放送の際、ぼかしがかけられたりピー音に差し替えられたりした。
- 配信元はこちら→月見堂

PIX製作作品 ※第5〜13回
「サルチン 〜やっぱり朝はラジオ体操の巻〜」
- 監督：伊勢田誠治

「Prince of Star 〜うたうほし〜」
- 監督：伊勢田誠治

「続・ひげ蛙と小兎忍者」・「フジヤマ」
- 監督：S虎兎T・タナカウサギ・ヒラタサヤコ「続・ひげ蛙と小兎忍者」、由水桂「フジヤマ」

「ASOBO」・「POME」
- 監督：日下部実

「いただき屋」
- 監督：日下部実

「モンスターブーツ」・「Cat tail」
- 監督：メテオール「モンスターブーツ」、オクムラユウコ「Cat tail」

「ちいさなおくりもの」
「王さまと小さな家来たち」
- 監督：S虎兎T/タナカウサギ・ヒラタサヤコ

「'ゾンビの安田さん」
- 監督：ウサギ王

### 3本目
動画革命東京製作作品 ※第1〜12回
「Love Rollercoaster」（1）
- 堀江弘昌のインタビュー映像

「Pooky's」（1）
- Spooky graphicのインタビュー映像

「コルボッコロ」（1） 
- 糸曽賢志のインタビュー映像

「Love Rollercoaster」（2）
- 製作現場取材

「Pooky's」（2）
- 製作現場取材

「コルボッコロ」（2） 
- 製作現場取材

「センコロール」 
- プロデューサーのインタビュー映像

「Love Rollercoaster」（3）
- 音楽・音響現場取材と予告編の放映

「Pooky's」（3）
- 音楽・音響現場取材と予告編の放映

「コルボッコロ」（3） 
- 音楽・音響現場取材

「タロピカーナ」（1） 
- ドラゴウノのインタビュー映像と予告編の放映

「タロピカーナ」（2） 
- 製作現場取材と予告編の放映

### 4本目
デジタルハリウッド製作作品 ※第1〜12回。第12回のみ5本目に放映。デジタルハリウッドの卒業生による作品。
「awake」
- 監督：津隈浩太郎・永井優作・船橋英志ほか

「夢ノ残リ-ユメノノコリ」 
- 監督：清水由希・大野洋一・久保田真希

「あかね雲」 
- 監督：川口鉄也・阿曽多寿子

「タナバタ」・「じゅうじん」
- 監督：小野修「タナバタ」、澤田裕太郎「じゅうじん」

「かめのナアシャ」・「剛力」 
- 監督：杉山大樹「かめのナアシャ」、藤井夏樹「剛力」

「BoNES」・「Matador」
- 監督：日高晋作「BoNES」、田沼明海「Matador」

「PLANET」・「Bridie」
- 監督：豊川聡子「PLANET」、飯美樹「Bridie」

「Travel」・「Landscape Laundry」
- 監督：中村明博「Travel」、横井謙・竹中直樹「Landscape Laundry」

「Dolly07」・「山童子」
- 監督：吉田和代「Dolly07」、池上周・中西朋代「山童子」

「雨宿」・「Chess」
- 監督：山口孝明「雨宿」、宮本真成「Chess」

「usao!」
「猫と向日葵」
ホップステップアヤウェブ製作作品 ※第12回・最終回。最終回は3本目に放映。
「だるま劇場」
- 監督：日高亜矢

サブタイトル
1. 「かもだるま」の巻

「東京リベンジ」
- 監督：日高亜矢

### 5本目
ウェッジホールディングス製作作品 ※第12回のみ7本目に放映。ウェッジホールディングスは当番組のメインスポンサー。
「大根刑事」
- 声の出演:越智綾香・河津玲奈
- 脚本・監督：熊谷祐紀

サブタイトル
1. 走れ!大根刑事
2. カーチェイスだぜ!大根刑事
3. 爆裂都市だぜ!大根刑事
4. さらば!トマト刑事
5. さらば!キャベツ刑事
6. 取り調べだぜ!大根刑事
7. 孤立無援の17歳※
8. 人質を救え、愛※
9. さらば!スイカ刑事※
10. ハローグッパイ!ブロッコリー刑事
11. ハートブレイク大根刑事
12. 走らない刑事は腐る
13. さらば!メロン刑事
14. 大根刑事、青春の蹉跌と疾走!
15. さらば愛しき大根刑事よ
16. 2097年ダイコンデカ
17. 飛べない大根はただの野菜さ※
18. NYPD大根刑事※
19. セプテンバー・ツインタワー・フラワー・ドリーマー※
20. 未来世紀ダイコン（前）※
21. 未来世紀ダイコン（後）※

- ※がついているものについては、ショートDEアニメ魂の中では放送されなかった。この未放送の回を含んだ完全版がBS朝日において、毎週金曜23時55分〜24時00分にて独立番組として放送されていた。

### 6本目
京都精華大学製作作品 ※第12回・最終回。最終回は4本目に放映。
「つり」
- 監督：荻野早紀

「stitch」・「Upstroke」
- 監督：井上陽「stitch」、三木良太「Upstroke」

## 放送局
| 放送局     | 放送期間                       | 放送日時           | 放送系列  |
| ---------- | ------------------------------ | ------------------ | --------- |
| TOKYO MX   | 2006年12月28日 - 2007年3月23日 | 木曜 27:00 - 27:30 | 独立UHF局 |
| tvk        | 2007年1月2日 - 3月27日         | 火曜 26:15 - 26:45 | 独立UHF局 |
| KBS京都    | 2007年1月5日 - 3月30日         | 金曜 26:15 - 26:45 | 独立UHF局 |
| 奈良テレビ | 2007年1月18日 - 4月12日        | 木曜 25:30 - 26:00 | 独立UHF局 |
| 群馬テレビ | 2007年1月21日 - 4月15日        | 日曜 25:30 - 26:00 | 独立UHF局 |
| 信越放送   | 2007年1月26日 - 4月20日        | 金曜 27:00 - 27:30 | TBS系列   |
| BS朝日     | 2007年1月29日 - 4月23日        | 月曜 26:00 - 26:30 | BS放送    |
| 熊本放送   | 2007年2月12日 - 5月7日         | 月曜 26:20 - 26:50 | TBS系列   |

BS朝日では、4:3の映像を16:9に引き伸ばして放送している。AT-Xでは「猫ラーメン」のみを2007年8、9月にCM枠内で放送した。アニマックスでも「猫ラーメン」のみ不定期的に放送している。